# Francisco II de Orleães-Longueville
Francisco II de Orleães, Duque de Longueville (em francês:  François II d'Orléans, duc de Longueville; 1478 - Beaugency 12 de fevereiro de 1513, foi um nobre francês, Duque de Longueville, pertencente à Casa Orleães-Longueville, ramo natural cadete da Casa de Valois.

## Biografia
Neto do célebre Conde de Dunois, Francisco II de Longueville herda os títulos do seu pai Francisco I de Orleães-Longueville, morto em 1491 : Conde de Longueville, de Montgommery, de Dunois, de Tancarville e Visconde de Melun.
Sua mãe foi Inês de Saboia (1445-1508), filha de Luís, Duque de Saboia e de Ana de Lusignan.
Francisco II obtempère o cargo de Grande Camareiro de França (1504–1512) e de governador da Guiena. A 6 de abril de 1505, casa com Francisca de Alençon (1490-1550), cunhada de príncipe Francisco, futuro rei. Deste casamento nasceram duas crianças, mortos prematuramente :
- Jaime (Jacques) (1511-1512);
- Renata (Renée) (1508-1515), condessa de Dunois.

Em maio de 1505, Francisco foi elevado a Duque de Longueville pelo rei Luís XII.
Após a morte de Francisco de Longueville, o título de permaneceu vago de 1513 à 1515, ano em que o seu irmão mais novo, Luís, que desde 1504 Conde Soberano de Neuchâtel, reclama a herança do irmão e da sobrinha.
A sua mulher, Francisca de Alençon, que lhe sobreviveria 37 anos, voltaria a casar com Carlos de Bourbon, Duque de Vendôme.  
Francisco II de Orleães foi sepultado na basílica de Notre-Dame de Cléry-Saint-André, tal como fora, antes dele, o rei Luís XI em 1483.